# Archakebia apetala
Archakebia apetala – gatunek roślin okrytonasiennych zaliczanych do rodziny krępieniowatych Lardizabalaceae. Reprezentuje monotypowy rodzaj Archakebia C.Y. Wu, T. Chen et H.N. Qin in H.N. Qin, Acta Phytotax. Sin. 33: 240. Jun 1995. Rośnie w otwartych miejscach w lasach na stokach gór na wysokościach od 500 do 1000 m n.p.m. w południowej części prowincji Gansu, w północnym Syczuanie oraz w południowo-zachodnim Shaanxi.

## Morfologia
Drewniejące pnącze owijające się pędami, jednopienne, rzadko dwupienne. Liście skrętoległe, dłoniasto złożone. Kwiaty skupione w groniaste kwiatostany. Kielich składa się z podwójnego okółka z 3 działkami w każdym. Płatków korony brak. W kwiatach męskich znajduje się 6 pręcików. Kwiaty żeńskie wyrastają pojedynczo lub po dwa u nasady kwiatostanu. Są nieco większe od męskich, z 3 owocolistkami. Owocem są zmięśniałe mieszki zawierające bardzo liczne, czerwonobrązowe nasiona. 

## Systematyka
Pozycja systematyczna według APweb (aktualizowany system APG III z 2009)
Rodzaj należy do podrodziny Lardizabaloideae w obrębie rodziny krąpieniowatych (Lardizabalaceae) zaliczanej do jaskrowców (Ranunculales).